# Ambrogio Portalupi
Ambrogio Portalupi (né le 25 janvier 1943 à Marcignago, dans la province de Pavie, en Lombardie et mort le 5 janvier 1987) est un coureur cycliste italien des années 1960. Il a notamment gagné le Tour de Suisse en 1966.

## Biographie
Ambrogio Portalupi est professionnel de 1965 à 1971. Il participe à trois éditions du Tour de France.

## Palmarès

### Palmarès amateur
- 1963
  - Grand Prix Colli Rovescalesi
  - Giro del Medio Po

### Palmarès professionnel
- 1965
  - 3e du Trophée Matteotti

- 1966
  - Tour de Suisse :
    - Classement général
    - 1re étape

- 1969
  - 2e étape du Tour de Suisse
  - Grand Prix Valsassina

## Résultats sur les grands tours

### Tour de France
3 participations
- 1965 : 63e
- 1967 : 58e
- 1970	: abandon (6e étape)

### Tour d’Italie
4 participations
- 1966 : 38e
- 1967 : abandon
- 1969 : 75e
- 1970 : 84e

### Tour d'Espagne
1 participation
- 1967 : abandon (6e étape)